# Ilex ampla
Ilex ampla är en järneksväxtart som beskrevs av Ivan Murray Johnston. Ilex ampla ingår i släktet järnekar, och familjen järneksväxter. Inga underarter finns listade i Catalogue of Life.